# Aeroporto di Rostock-Laage
L'aeroporto di Rostock-Laage (IATA: RLG, ICAO: ETNL) è un'infrastruttura attrezzata dedicata all'aviazione civile e militare. Sorge a Laage, una città nel circondario (Kreis) di Rostock, la più grande dello Stato tedesco del Meclemburgo-Pomerania Anteriore. Nella sua zona militare ha base il Taktische Luftwaffengeschwader 73 „Steinhoff“ della Luftwaffe.

## Statistiche
Questo grafico non è disponibile a causa di un problema tecnico.
Si prega di non rimuoverlo.
Vedi la query Wikidata di origine.